# Cláudia Cadima
 Cláudia San Payo Cadima, conocida artísticamente como Cláudia Cadima (Lisboa, 3 de enero de 1962) es una actriz, dobladora, y presentadora de televisión portuguesa.
Participó en "Morangos com Açúcar - Série II e Férias de Verão II", con el papel de "Carmo", para la TVI. Es la expareja del actor portugués António Feio. También hizo varias voces en off de películas y series animadas. Participó en Cenas do Casamento, una sitcom de la SIC, adaptada de un formato español, estrenada en noviembre de 2008.
En 2002, tuvo una relación con el actor Vítor Norte, que asumieron en directo en el reality-show  Big Brother - Famosos, lo que originó el divorcio del actor con la actriz Carla Lupi.

## Filmografía
Televisión
- 1982: Vila Faia (como Solange Marinhais)
- 1983/1984: Origens (como Filomena)
- 1986/1987: Palavras Cruzadas (como Fátima)
- 1988:Sétimo Direito (como Isabel)
- 1988/1989: Passerelle (como Elsa)
- 1990: Nem o Pai Morre nem a Gente Almoça (como Maria Eugénia)
- 1997: Riscos (como madre de Inês)
- 2000: Crianças S.O.S (como Manuela)
- 2002/2003: O Olhar da Serpente (como Guilhermina Vasconcelos)
- 2004/2005: Morangos com Açúcar (como Carmo)
- 2009: Cenas do Casamento (como Marina)
- 2007: Deixa-me Amar (como Teresa)
- 2013: Bem-Vindos a Beirais (como astróloga Luz Dawa)
- 2015: Os Nossos Dias (como Natércia)
- 2015: Rainha das Flores (como la directora de escuela)

Cine
- 2003: O Fascínio (como Sofia)

## Doblajes

### Directora de doblajes
- 2012- Os Piratas[3]
- 2011 - Os Smurfs
- 2011 - Gnomeu e Julieta
- 2011 - O Panda do Kung Fu 2
- 2011 - O Gato das Botas
- 2010 - Megamind
- 2008 - Kung Fu Panda
- 2001 - Branca de Neve e os Sete Anões

### Dobladora
- 2012 - Os Piratas -
- 2010 - Megamind - voces adicionales
- 2009 - Monstros vs. Aliens
- 2001 - Branca de Neve e os Sete Anões  - Reina